# Meizu Note 9
Meizu Note 9 — смартфон середнього класу, розроблений Meizu, що є наступником Meizu Note 8. Був представлений 6 березня 2019 року.

## Дизайн
Передня панель виконана зі скла, а задня панель та рамка — з глянцевого пластику.
Знизу знаходяться роз'єм USB-C, динамік, мікрофон та 3,5 мм аудіороз'єм, зверху — другий мікрофон, зліва — лоток під 2 SIM-картки, а справа — гойдалка регулювання гучності та кнопка блокування. Ззаду розміщені вертикальний овальний острівець камери, що розташований у верхньому лівому кутку, LED-спалах, сканер відбитків пальців та логотип.
Meizu Note 9 продавався в 3 кольорах: чорному, синьому та білому.

## Технічні характеристики

### Апаратне забезпечення
Meizu Note 9 отримав систему на кристалі середнього рівня Qualcomm Snapdragon 675. Пристрій продавався в конфігураціях 4/64, 6/64 та 6/128 ГБ.
Батарея отримала об'єм 4000 мА·год та підтримку швидкої зарядки mCharge потужністю 18 Вт.
Смартфон отримав 6,2-дюймовий дисплей типу IPS LCD з роздільною здатністю Full HD+ (2244 × 1080), співвідношенням сторін 18,7:9, щільністю пікселів 402 ppi та краплеподібним вирізом під фронтальну камеру.
Meizu Note 9 отримав основну подвійну камеру із ширококутним об'єктивом на 48 Мп з діафрагмою f/1.7 і фазовим автофокусом та сенсором глибини на 5 Мп з діафрагмою f/2.4. Також смартфон отримав ширококутну передню камеру на 20 Мп з діафрагмою f/2.0. Основна та передня камери вміють записувати відео в роздільній здатності 1080p при 30fps.

### Програмне забезпечення
Meizu Note 9 був випущений на Flyme 7.2, що базувалася на Android 9 Pie, і був пізніше оновлений до Flyme 8.1 на базі Android 10.

## Рецензії
Оглядач з інформаційного порталу ITC.ua поставив Meizu Note 9 4 бали з 5. До мінусів він відніс відсутність NFC, звук основного динаміка, недоробки програмного забезпечення та проблеми в застосунку камери і можливості оболонки. До плюсів оглядач відніс дисплей, способи розблокування, роз'єм для навушників та USB-C, якість передачі голосу, продуктивність, якість фотографій та автономність. У висновку оглядач сказав: «Модель Meizu Note 9 вийшла хорошою. У неї відносно простий, але актуальний зовнішній вигляд, хороший дисплей, нормальні телефонні можливості, достатньо продуктивності, автономності, також виходять дуже непогані знімки як основної, так і фронтальної камери. Але і компроміси є, у вигляді помітних програмних недоробок, низької якості звуку основного динаміка і, найбільш неприємне — відсутність NFC.»